# Вильдеман
Вильдеман (нем. Wildemann) — шахтёрский городок в Германии, курорт, расположен в земле Нижняя Саксония.
Вильдеман является наименьшим из семи горных городов (Bergstädte) в Обергарце. Ранее принадлежал к управлению Обергарц (Samtgemeinde Oberharz) района Гослар в Нижней Саксонии (Германия). В 2015 вошёл в состав городской общины Клаусталь-Целлерфельд. Вильдеман называют маленьким Тиролем в Обергарце. Население составляет 1052 человека (на 31 декабря 2010 года). Занимает площадь 3,34 км².
Вильдеман был основан в 1529 году. В 1534 году городок получил статус шахтерского и право на разработку полезных ископаемых.
Город подразделяется на 1 городской район.
| Год  | Население |
| ---- | --------- |
| 1990 | 1273      |
| 1995 | 1351      |
| 2000 | 1201      |
| 2005 | 1142      |
| 2010 | 1078      |